# Еврі-Куркуронн
Еврі-Куркуронн (фр. Évry-Courcouronnes) — муніципалітет у Франції, у регіоні Іль-де-Франс, департамент Ессонн. Еврі-Куркуронн утворено 1 січня 2019 року шляхом злиття муніципалітетів Куркуронн i Еврі. Адміністративним центром муніципалітету є Еврі. Населення — 66 177 осіб (01.01.2021).